# Lasse Kronér
Lars "Lasse" Ove Kronér, född 15 november 1962 i Göteborgs Masthuggs församling, Göteborgs och Bohus län, är en svensk TV-programledare, sångare och musiker, bosatt i Göteborg.
Han blev känd då han mellan 1985 och 1999 var medlem i musik- och showgruppen Triple & Touch. Sedan dess har han mestadels synts som programledare i olika lek- och tävlingsprogram i TV.

## Biografi

### Musikkarriär
Lasse Kronér började sjunga i trapphuset hemma i Högsbo i Göteborg. I yngre tonåren började han uppträda för lite äldre ungdomar på fritidsgården. Trots att han var mycket blyg började han sedan att spela som gatumusikant på gatorna i Göteborg. Kronér blev först känd som en av medlemmarna i showgruppen Triple & Touch, som han var medlem i åren 1985–1999 I Melodifestivalen 1996 tävlade han tillsammans med Peter Lundblad, Nick Borgen, Janne Bark  och Lennart Grahn med låten "Gör någon glad" men blev utslagen i första omgången. År 2000 släppte han sitt första soloalbum, med titeln Lasse Kronér. Skivan har sålts i över 30 000 exemplar.

### TV-karriär
År 1997 gjorde Lasse Kronér Zesam Lotto, Bingolottos första direktsända sommarprogram i TV4. År 1999 tog han över som programledare för hela Bingolotto, efter att Leif "Loket" Olsson trätt tillbaka, och ledde programmet fram till 2004.
Hösten 2005 började Kronér med ett nytt program, musikfrågesporten Doobidoo  i Sveriges Television, ett program som han själv, tillsammans med producenten Kjell Åke Hansson, tog fram idén till. Doobidoo sändes löpande fram till 2017 och återkom 2019 efter ett års uppehåll.
Kronér var 2008 års julvärd i SVT.
Åren 2011-2017 var han programledare för Smartare än en femteklassare. År 2011 var han deltagare i Så ska det låta i lag med Claes Malmberg och tävlade då mot Jessica Andersson och Nanne Grönvall. Sommaren 2018 var han programledare för tävlingsprogrammet Bara sport i SVT 1.

### Övrigt
År 1996 gjorde han rösten till rollfiguren Hugo i Disneys film Ringaren i Notre Dame, och år 1997 gjorde han rösten till rollfiguren Jim Kråka till den andra omdubbningen av Disneys film Dumbo.
Han har lanserat det egenutvecklade sällskapsspelet Wall Street, år 2000, och till julhandeln år 2003 gav han ut boken 80 väldigt goda mackor med recept på smörgåsar i samarbete med Donald Boström. Boken blev sedermera en podcast med David Sundin och Albin Olsson som i 80 program lagar alla mackor i boken och ger dem betygen "en väldigt god macka" eller "inte en väldigt god macka". I det åttionde avsnittet lagades den åttionde mackan och Lasse Kronér medverkade som gäst i programmet.
Lasse Kronér sommarpratade 25 juni 2013 i Sommar i P1, och år 2014 mottog han "Göteborgs Spårvägars kulturpris" och fick därmed en spårvagn namngiven efter sig.

## TV-program (urval)
- Musikjägarna (1992)
- Melodifestivalen (1993 och 1996)
- Humlan Helmer (1997)
- Zesam (1997)
- Så ska det låta (Medverkade i 9 avsnitt mellan 1997 och 2020)
- Bingolotto (1999–2004)
- Doobidoo (2005–2017, 2019–)
- Smartare än en femteklassare (2011–2017)
- Årets sockerbagare (2014–2020)
- Bara sport (2018–)
- Kronérs sommargäster (TV-program) (2019)

## Källhänvisningar
1. 1 2  Sveriges befolkning 2000, Sveriges Släktforskarförbund, 2020, läst: 12 februari 2023.[källa från Wikidata]
2. ↑  Sveriges befolkning
2000:
Kronér, Lars Ove
(1962-11-15)
Försäkringskassan, uttag avseende 20001231 (2014)
3. 1 2  ””De klippte alla strängar och arresterade mig””. Sveriges Radio. Arkiverad från originalet den 29 juni 2013. https://archive.is/20130629172651/http://sverigesradio.se/sida/artikel.aspx?programid=2071&artikel=5574036. Läst 26 juni 2013.
4. ↑  "Om oss". Tripletouch.com. Läst 2012-06-24.
5. ↑  "Lasse Kronér". Arkiverad 2 juni 2012 hämtat från the Wayback Machine. Artistguiden.se. Läst 2012-06-24.
6. ↑  "Bingolotto". NE.se. Läst 2012-06-24.
7. ↑  "Doobidoo". SVT.se. Läst 2015-06-08.
8. ↑  Meijer, Jakob (23 oktober 2017). ”SVT i möten om framtiden för ”Doobidoo””. Aftonbladet. https://www.aftonbladet.se/nojesbladet/a/5mpeK/svt-i-moten-om-framtiden-for-doobidoo. Läst 29 oktober 2018.
9. ↑  TT (26 juni 2018). ”Nu gör Lasse Kronér comeback”. SvD.se (Svenska Dagbladet/TT). https://www.svd.se/nu-gor-lasse-kroner-comeback. Läst 29 oktober 2018.
10. ↑  ”Ringaren i Notre Dam (1996)”. Svensk Filmdatabas. https://www.svenskfilmdatabas.se/sv/item/?type=film&itemid=26151. Läst 2 december 2022.
11. ↑  ”Dumbo (1941)”. Svensk Filmdatabas. http://www.svenskfilmdatabas.se/sv/item/?type=film&itemid=17395. Läst 2 december 2022.
12. ↑  Hellsing, Gunnar: "Bingo för Lasse Kronérs eget spel". Aftonbladet.se, 9 december 2000. Läst 2012-06-24.
13. ↑  Hansson, Jon: "Så gör du Kronérs favoritmackor": Aftonbladet.se, 21 september 2003. Läst 2012-06-24.
14. ↑  ”KULTUR: Snart finns 500 år av podcasts”. Aftonbladet. https://www.aftonbladet.se/a/6rmRe. Läst 16 mars 2020.
15. ↑  ”Nollelva”. Nollelva. april 2019. sid. 44. http://www.e-magin.se/paper/b33sr86x/paper/44. Läst 16 mars 2020.
16. ↑  Karlsson, Hanna (2014-09-17/18): "Prisad Lasse Kronér fick köra spårvagn". Arkiverad 9 oktober 2014 hämtat från the Wayback Machine. GP.se. Läst 30 oktober 2014.